# First Saturday (scacchi)
First Saturday è un evento mensile di scacchi che si gioca a Budapest il primo sabato del mese (da cui il nome) a partire dal 1992. Scopo principale dell'evento è quello di offrire la possibilità a chi lo desidera di ottenere norme FIDE per titoli scacchistici.
L'evento inizia il primo sabato di tutti i mesi, ad eccezione di gennaio.

## Formato
Generalmente vengono organizzati quattro tornei, di solito con 10 giocatori ciascuno:
- torneo GM: valido per ottenere norme di Grande maestro o inferiori;
- torneo IM: valido per ottenere norme di Maestro Internazionale o inferiori;
- FIDE Master-A  e  FIDE Master-B: validi per ottenere norme di Maestro FIDE.

Il regolamento FIDE prevede che per ottenere norme di GM e IM il torneo debba avere i seguenti requisiti:
- devono essere giocati almeno nove turni;
- almeno cinque partecipanti devono avere un titolo FIDE, dei quali almeno tre con il titolo di GM;
- l'Elo medio dei partecipanti deve essere di almeno 2380 punti;
- devono essere rappresentate almeno tre federazioni nazionali;
- le partite devono essere "a tempo lungo", di solito con circa sei ore di gioco complessive.

Di solito al torneo GM partecipano tre GM, tre o quattro IM e gli altri con titoli inferiori o senza titolo. In funzione dell'elo medio del torneo sono necessari 6½–7½ punti per una norma di GM e 5-6 punti per una norma di IM. Se non si riesce ad organizzare un torneo a dieci giocatori con i suddetti requisiti viene giocato di solito un torneo con sei giocatori a doppio turno, senza premi in denaro. 
Il torneo IM si svolge con modalità similari, con almeno tre IM partecipanti, in modo da permettere agli altri giocatori di ottenere norme di IM. I tornei "Master-A" e "Master-B" permettono di ottenere norme di Maestro FIDE o di guadagnare punti Elo. I grandi maestri e i maestri internazionali non pagano l'iscrizione e ricevono inoltre una somma in denaro a titolo di rimborso spese.